# ليو يي مين
ليو يي مين (بالصينية: 刘奕鸣) هو لاعب كرة قدم صيني في مركز الدفاع، ولد في 28 فبراير 1995 في شنيانغ في الصين. شارك مع منتخب الصين لكرة القدم. أما مع النوادي، فقد لعب مع C.D. Pinhalnovense ‏.

## وصلات خارجية
- ليو يي مين على موقع قاعدة بيانات كرة القدم.إي يو (الإنجليزية)
- ليو يي مين على موقع ناشيونال فوتبول تيمز (الإنجليزية)
- ليو يي مين على موقع Soccerway.com (الإنجليزية)